# Latawce
Latawce, skóroskrzydłe (Dermoptera) – rząd nadrzewnych, roślinożernych ssaków w infragromadzie łożyskowcowych (Placentalia), do którego zaliczana jest jedna współcześnie żyjąca rodzina: lotokotowate (Cynocephalidae) oraz dwie wymarłe: Mixodectidae i Plagiomenidae. Skóroskrzydłe występują w Azji Południowo-Wschodniej. 

## Budowa

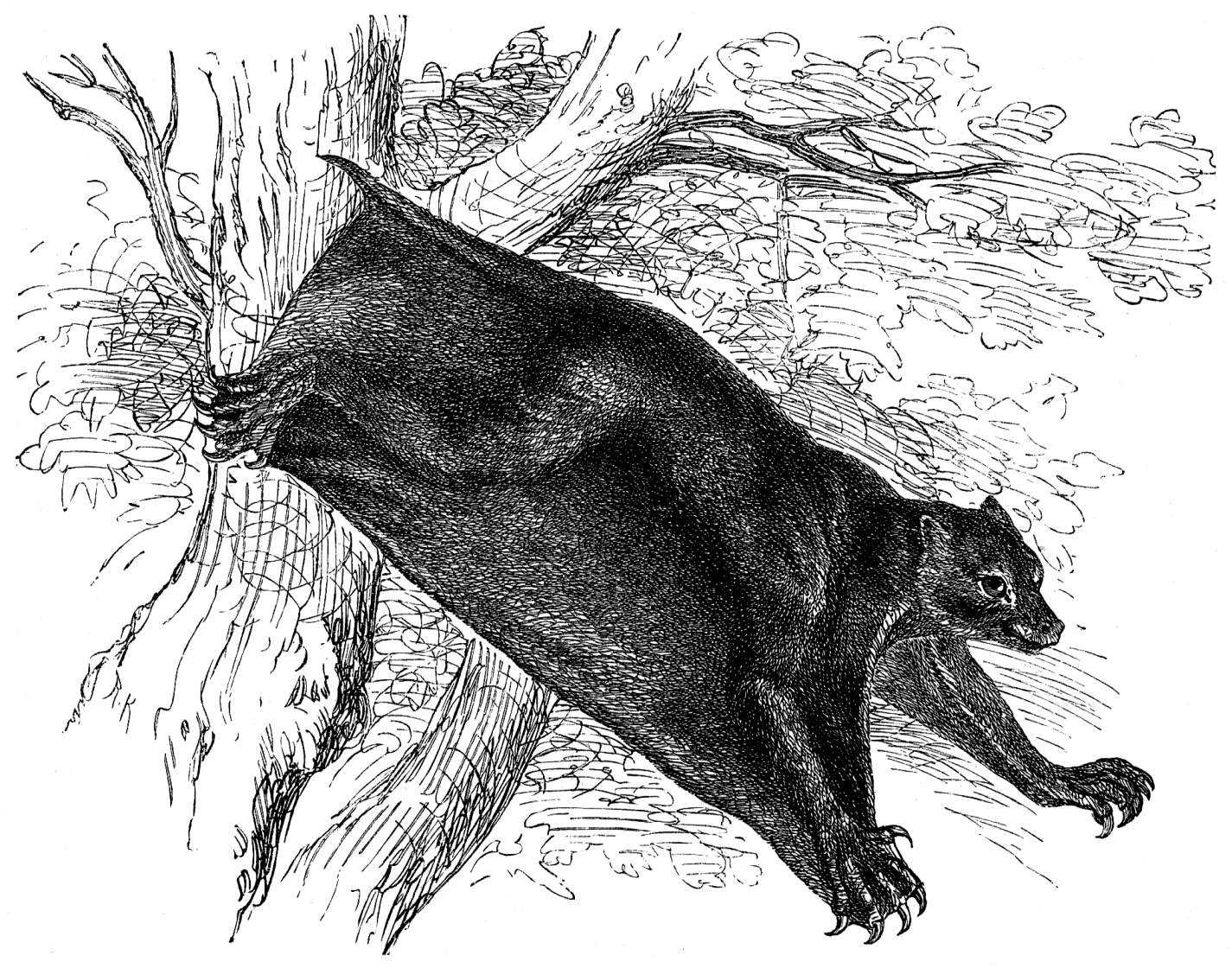
Lotokot filipiński na rycinie z XIX wieku

Latawce nie należą do dużych ssaków. Ich masa wynosi od 1 do 2 kg.
Z przodu głowy leżą duże oczy skierowane ku przodowi, umożliwiające widzenie stereoskopowe i zapewniające zwierzęciu dobry wzrok. Cechy te są niezbędne przy poruszaniu się lotem ślizgowym, wymagającym precyzyjnego lądowania. Oczodół osłaniany jest pierścieniem kostnym, który można porównać do obecnego u wiewióreczników czy też naczelnych.
Występują 34 zęby przystosowane do żywienia się roślinnością. Siekacze obecne są w liczbie 2 w szczęce i 3 w połówce żuchwy, te ostatnie kierują się ku przodowi i tworzą strukturę grzebienia z licznymi ząbkami. Nie jest pewne, czemu właściwie ona służy, ale możliwe, że chodzi o pielęgnację sierści. Podobny twór spotyka się u niektórych naczelnych czy wiewióreczników. Żołądek i jelita latawców przystosowały się do trawienia pokarmu roślinnego w dużej ilości, zwłaszcza liści. Jelito cienkie rozwinęło się dobrze, występuje także długie jelito ślepe.
| Wzór zębowy | Wzór zębowy | I | C | P | M |
| ----------- | ----------- | - | - | - | - |
| 34          | =           | 2 | 1 | 2 | 3 |
| 34          | =           | 3 | 1 | 2 | 3 |

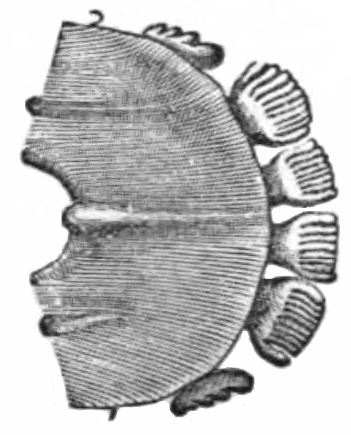
Żuchwa (Galeopterus)

Cechą charakterystyczną tych zwierząt jest patagium, czyli stanowiący powierzchnię nośną duży owłosiony fałd skórny. Sięga on od przodu boku szyi, czepia się dalej tułowia i sięga palców przednich kończyn, tylnych łap i ogona. Powstaje dzięki temu powierzchnia nośna większa niż u jakiegokolwiek innego ssaka.
Palce kończą się pazurami wykorzystywanymi do chwytania się drzew.

## Ewolucja
Latawce pojawiają się w zapisie kopalnym w paleocenie. Wtedy Amerykę Północną zamieszkiwała rodzina Plagiomelidae.

## Systematyka
Latawce zaliczają się grupy Euarchonta, do której należą również naczelne i wiewióreczniki. Wcześniej łączono latawce w jedną grupę z owadożernymi bądź nietoperzami.
Do latawców zaliczana jest jedna współcześnie występująca rodzina:
- Cynocephalidae Simpson, 1945 – lotokotowate. Obejmuje 2 żyjące współcześnie gatunki (lotokot filipiński, łasicolot malajski)[20].

oraz rodziny wymarłe:
- Mixodectidae Cope, 1883
- Plagiomenidae Matthew, 1918

## Rozmieszczenie geograficzne
Latawce spotyka się w lasach Azji Południowo-Wschodniej. Lotokot filipiński stanowi endemit Filipin. Łasicolot malajski cieszy się szerszym zasięgiem występowania, zasiedlając Indonezję, Malezję, Singapur i Tajlandię. W paleocenie zamieszkiwały też kontynent północnoamerykański (Plagiomenidae).

## Zachowanie i ekologia
Latawce wiodą nadrzewny tryb życia. Z drzewa na drzewo przemieszczają się lotem ślizgowym, a potrafią w ten sposób pokonać znaczne odległości: od kilkudziesięciu do nawet 100 m. Nie tracą przy tym istotnie wysokości. Na ziemi natomiast poruszają się bezradnie. Muszą wdrapać się po pniu małymi podskokami czy też wpełznąć na drzewo, osiągnąć odpowiednią wysokość, by znowu wykorzystać lot. Zanim ją osiągną, stanowią łatwy cel dla drapieżników.
Aktywność przypada raczej na noc. W dzień ukrywają się wśród drzew. Być może w ten sposób chronią się przed polującymi za dnia ptakami drapieżnymi, takimi jak małpożer, prowadzący intensywne polowania na latawce. Być może potrafi znaleźć latawce używające słabych kryjówek, być może zaś poluje na te aktywne w dzień.
Są to roślinożercy. W skład ich pokarmu wchodzą liście, stanowiące główny element diety, ale też pędy, kwiaty, sok i owoce.

## Rozmnażanie
Występuje trwająca 2 miesiące ciąża, po której samica rodzi pojedyncze młode. Jest ono bardzo słabo rozwinięte, porównuje się je wręcz do noworodków torbaczy. Po urodzeniu młode przyczepia się do brzucha matki, kryjąc się w jej patagium, gdzie spędzi następne pół roku.